# 1989-es magyar asztalitenisz-bajnokság
Az 1989-es magyar asztalitenisz-bajnokság a hetvenkettedik magyar bajnokság volt. A bajnokságot március 4. és 5. között rendezték meg Győrben, a Városi Sportcsarnokban.

## Eredmények
| Versenyszám  | Arany                                           | Arany | Ezüst                                                                      | Ezüst | Bronz | Bronz |
| ------------ | ----------------------------------------------- | ----- | -------------------------------------------------------------------------- | ----- | --- | ----- |
| Férfi egyéni | Németh Károly Postás SE                         |       | Harczi Zsolt Ceglédi VSE                                                   |       | Kriston Zsolt Bp. SpartacusVitsek Iván BVSC                                                                        |       |
| Női egyéni   | Urbán Edit BSE                                  |       | Nagy Krisztina Statisztika Petőfi SC                                       |       | Wirth Gabriella Statisztika Petőfi SCBátorfi Csilla BSE                                                            |       |
| Férfi páros  | Szosznyák Attila, Aranyosi Péter Ganz-MÁVAG VSE |       | Németh Károly, Harczi Zsolt Postás SE, Ceglédi VSE                         |       | Somosi Miklós, Kriston Zsolt BVSC, Bp. SpartacusVitsek Iván, Simon Ferenc BVSC, Bp. Spartacus                      |       |
| Női páros    | Bátorfi Csilla, Urbán Edit BSE                  |       | Hegedüs Ágnes, Wirth Gabriella Fővárosi Vízművek SK, Statisztika Petőfi SC |       | Pidl Zita, Braun Éva Fővárosi Vízművek SKFazekas Györgyi, Nagy Krisztina Statisztika Petőfi SC                     |       |
| Vegyes páros | Vitsek Iván, Urbán Edit BVSC, BSE               |       | Turbók Attila, Éllő Vivien BVSC, Statisztika Petőfi SC                     |       | Harczi Zsolt, Braun Éva Ceglédi VSE, Fővárosi Vízművek SKFrank Béla, Pidl Zita Kaposplast SC, Fővárosi Vízművek SK |       |